# Elezioni generali nelle Isole Marshall del 2023
Le elezioni generali nelle isole Marshall del 2023 si sono tenute il 20 novembre per il rinnovo della Nitijeļā, il Parlamento marshallese, assieme a un referendum costituzionale relativo alle modifiche proposte dal Parlamento e già approvate dalla convenzione costituzionale del 2017.

## Sistema elettorale
I 33 membri della Nitijeļā vengono eletti con suffragio universale da tutti i cittadini di età maggiore di 18 anni in 19 collegi uninominali attraverso un sistema maggioritario secco e 5 collegi plurinominali, con un numero di eletti che va da due a cinque, attraverso un sistema di voto in blocco. Il Presidente viene poi indirettamente eletto dalla Nitijeļā tra i propri membri.

## Risultati
Poiché la legge elettorale marshallese prevede che siano ritenute valide anche le schede elettorali arrivate per posta fino a 14 giorni dopo il giorno dell'elezione, purché rechino uno timbro postale precedente a tale giorno, il conteggio completo di tutti i voti non si è avuto che a partire dal 5 dicembre 2023. Tuttavia, i risultati preliminari del 27 novembre, che non includevano, come detto, le votazioni per corrispondenza, indicavano un sostanziale rinnovamento del Parlamento, con almeno un terzo dei seggi parlamentari assegnati a nuovi membri, compreso quello dello speaker uscente Kenneth Kedi.
Il 12 dicembre, l'amministrazione delle Isole Marshall ha emesso i risultati "finali non ufficiali", dando inizio a un periodo di 14 giorni in cui i risultati potevano essere contestati prima di essere dichiarati "finali ufficiali". Questi ultimi sono infine stati confermati il 27 dello stesso mese. I candidati uscenti sono stati sconfitti in 13 seggi su 33 ed è stata confermata la perdita del ruolo di speaker di Kedi e di vice speaker di Peterson Jibas, nonché dei ministri John Silk e Casten Nemra.
Questa tornata elettorale ha visto un'affluenza del 32,62%, con solo 17 998 votanti su 55 167 aventi diritto, in calo del 6,2% rispetto alle elezioni precedenti. Essa ha però visto anche l'elezione di quattro donne, il più alto numero di sempre nelle Isole Marshall.
Yolanda Lodge-Ned, candidata di Majuro, aprì una petizione a seguito della sua sconfitta nei confronti di Stephen Phillip, tuttavia, il suo ricorso è stato respinto da Ben Kiluwe, capo della Commissione Elettorale, il quale ha sostenuto che 17 voti di scarto fossero un "ampio margine".
| Circoscrizione elettorale                                                  | Candidato                    | Voti  | Note           |
| -------------------------------------------------------------------------- | ---------------------------- | ----- | -------------- |
| Ailinglaplap (2)                                                           | Bruce Loeak                  | 448   | Eletto         |
| Ailinglaplap (2)                                                           | Issac Zackhras               | 412   | Eletto         |
| Ailinglaplap (2)                                                           | Alfred Alfred, Jr            | 381   | Non confermato |
| Ailinglaplap (2)                                                           | Rendy Johnny                 | 258   |                |
| Ailinglaplap (2)                                                           | Nuia Loeak                   | 248   |                |
| Ailinglaplap (2)                                                           | Meuton Laiden                | 210   |                |
| Ailinglaplap (2)                                                           | Francis Horiuchi             | 79    |                |
| Ailinglaplap (2)                                                           | Bandrik Langidrik            | 38    |                |
| Ailinglaplap (2)                                                           | Harold Sam                   | 32    |                |
| Ailinglaplap (2)                                                           | Robert Ysawa                 | 11    |                |
| Ailuk (1)                                                                  | David Kona Anitok            | 219   | Eletto         |
| Ailuk (1)                                                                  | Bori Ysawa                   | 125   |                |
| Ailuk (1)                                                                  | Ankit Typhoon                | 43    |                |
| Arno (2)                                                                   | Mike Halferty                | 671   | Rieletto       |
| Arno (2)                                                                   | Gerald Zackios               | 374   | Eletto         |
| Arno (2)                                                                   | Stevenson Kotton             | 274   |                |
| Arno (2)                                                                   | Hinton Johnson               | 253   |                |
| Arno (2)                                                                   | Jejwardrick Anton            | 247   |                |
| Arno (2)                                                                   | Arthur Jetton                | 196   |                |
| Arno (2)                                                                   | Cecelia Takiah Heine         | 92    |                |
| Aur (1)                                                                    | Hilda Heine                  | 561   | Rieletto       |
| Aur (1)                                                                    | Justin Lani                  | 340   |                |
| Ebon (1)                                                                   | Marie Milne                  | 381   | Eletto         |
| Ebon (1)                                                                   | John Silk                    | 369   | Non confermato |
| Enewetak (1)                                                               | Jack Ading                   | 244   | Rieletto       |
| Enewetak (1)                                                               | Janifer Alfred               | 70    |                |
| Enewetak (1)                                                               | Maika Leviticus              | 39    |                |
| Jabat (1)                                                                  | Kessai Note                  | 165   | Rieletto       |
| Jabat (1)                                                                  | Whitney Loeak                | 120   |                |
| Jaluit (2)                                                                 | Daisy Alik-Momotaro          | 382   | Eletto         |
| Jaluit (2)                                                                 | Bilimon Sonny Baikidri Milne | 354   | Eletto         |
| Jaluit (2)                                                                 | Jemi Nashion                 | 287   | Non confermato |
| Jaluit (2)                                                                 | Casten Nemra                 | 260   | Non confermato |
| Jaluit (2)                                                                 | Joe Lomae                    | 158   |                |
| Jaluit (2)                                                                 | Allison Nashion              | 136   |                |
| Jaluit (2)                                                                 | Jerry Nathan                 | 76    |                |
| Jaluit (2)                                                                 | Jendrikdrik Paul             | 60    |                |
| Jaluit (2)                                                                 | Jefferson Barton             | 45    |                |
| Kili/Bikini/Ejit (1)                                                       | Jess Gasper, Jr              | 420   | Eletto         |
| Kili/Bikini/Ejit (1)                                                       | Peterson Jibas               | 305   | Non confermato |
| Kili/Bikini/Ejit (1)                                                       | Eldon Note                   | 129   |                |
| Kili/Bikini/Ejit (1)                                                       | Glann Lewis                  | 56    |                |
| Kwajalein (3)                                                              | David Paul                   | 878   | Rieletto       |
| Kwajalein (3)                                                              | Kili Kabua                   | 784   | Eletto         |
| Kwajalein (3)                                                              | Kitlang Kabua                | 729   | Rieletto       |
| Kwajalein (3)                                                              | Lanny Laninaur Kabua         | 566   |                |
| Kwajalein (3)                                                              | Noda Lojkar                  | 273   |                |
| Kwajalein (3)                                                              | Abacca Anjain Maddison       | 270   |                |
| Kwajalein (3)                                                              | Junios Malolo Marok          | 160   |                |
| Kwajalein (3)                                                              | Christina Kibin Piamon       | 46    |                |
| Lae (1)                                                                    | Thomas Heine                 | 171   | Rieletto       |
| Lae (1)                                                                    | Morean Watak                 | 94    |                |
| Lib (1)                                                                    | Joe Bejang                   | 428   | Rieletto       |
| Lib (1)                                                                    | Stanley Bejang               | 15    |                |
| Likiep (1)                                                                 | Wallace Peter                | 121   | Eletto         |
| Likiep (1)                                                                 | Thomas Kijiner, Jr           | 121   |                |
| Likiep (1)                                                                 | Christopher Debrum           | 114   |                |
| Likiep (1)                                                                 | James Capelle                | 110   |                |
| Likiep (1)                                                                 | Frederick Jitto Debrum       | 51    |                |
| Likiep (1)                                                                 | John Kunar Bungitak          | 25    |                |
| Majuro (5)                                                                 | Kalani Kaneko                | 1 878 | Rieletto       |
| Majuro (5)                                                                 | Tony Muller                  | 1 539 | Rieletto       |
| Majuro (5)                                                                 | Brenson Wase                 | 1 340 | Rieletto       |
| Majuro (5)                                                                 | David Kramer                 | 1 276 | Eletto         |
| Majuro (5)                                                                 | Stephen Phillip              | 1 232 | Rieletto       |
| Majuro (5)                                                                 | Yolanda Laninbit Lodge-Ned   | 1 215 |                |
| Majuro (5)                                                                 | Patrick Langrine             | 891   |                |
| Majuro (5)                                                                 | Yoland Jurelang              | 886   |                |
| Majuro (5)                                                                 | William Ring                 | 776   |                |
| Majuro (5)                                                                 | Mailynn Langinlur Konelios   | 701   |                |
| Majuro (5)                                                                 | Rebecca Lorennij             | 535   |                |
| Majuro (5)                                                                 | Isaiah Alee                  | 506   |                |
| Majuro (5)                                                                 | Phillip Muller               | 480   |                |
| Majuro (5)                                                                 | Austen Jurelang              | 402   |                |
| Majuro (5)                                                                 | Wilbur Allen                 | 316   |                |
| Majuro (5)                                                                 | Antari Elbon                 | 266   |                |
| Majuro (5)                                                                 | Evelyn Lanki                 | 262   |                |
| Majuro (5)                                                                 | Jason Muller Batol           | 155   |                |
| Majuro (5)                                                                 | Joseph Rilang                | 111   |                |
| Majuro (5)                                                                 | Russell Kun                  | 96    |                |
| Majuro (5)                                                                 | Grinalee Mizutani            | 82    |                |
| Majuro (5)                                                                 | Fugen James Wang             | 66    |                |
| Majuro (5)                                                                 | Lawrence Muller              | 63    |                |
| Majuro (5)                                                                 | Yoster John                  | 62    |                |
| Majuro (5)                                                                 | Lee L. Laijo                 | 50    |                |
| Majuro (5)                                                                 | Abner Abo                    | 47    |                |
| Majuro (5)                                                                 | Yoseph David                 | 45    |                |
| Maloelap (1)                                                               | Bruce Bilimon                | 320   | Rieletto       |
| Maloelap (1)                                                               | Salome Andrike Lessep        | 297   |                |
| Maloelap (1)                                                               | Cathy Saito Lin              | 236   |                |
| Maloelap (1)                                                               | Christine Capelle Antakbon   | 8     |                |
| Maloelap (1)                                                               | Jimmy Jacob                  | 0     |                |
| Mejit (1)                                                                  | Dennis Momotaro              | 176   | Rieletto       |
| Mejit (1)                                                                  | Helkena Anni                 | 157   |                |
| Mejit (1)                                                                  | Ronald Matthew, Jr           | 12    |                |
| Mejit (1)                                                                  | Mattur Muller                | 7     |                |
| Mili (1)                                                                   | Wilbur Heine                 | 392   | Rieletto       |
| Mili (1)                                                                   | Elizabeth Lometo Nott        | 280   |                |
| Namorik (1)                                                                | Wisely Zackras               | 294   | Rieletto       |
| Namorik (1)                                                                | Joe Joran Ned                | 181   |                |
| Namu (1)                                                                   | Tony Aiseia                  | 517   | Rieletto       |
| Namu (1)                                                                   | Ace Doulatram                | 457   |                |
| Namu (1)                                                                   | Jaclyn Lemari Solomon        | 22    |                |
| Rongelap (1)                                                               | Hilton Tonton Kendall        | 320   | Eletto         |
| Rongelap (1)                                                               | Kenneth Kedi                 | 235   | Non confermato |
| Rongelap (1)                                                               | Robert Anjain                | 77    |                |
| Rongelap (1)                                                               | Jusie Atdrik Schmidt         | 26    |                |
| Ujae (1)                                                                   | Bremity Lakjohn              | 125   | Eletto         |
| Ujae (1)                                                                   | Atbi Riklon                  | 97    | Non confermato |
| Ujae (1)                                                                   | Waylon Muller                | 97    |                |
| Ujae (1)                                                                   | Carlson Heine                | 68    |                |
| Ujae (1)                                                                   | Bonnan Enos                  | 3     |                |
| Utirik (1)                                                                 | Hiroshi Yamamura             | 341   | Rieletto       |
| Utirik (1)                                                                 | Robin Kios                   | 121   |                |
| Wotho (1)                                                                  | David Kabua                  | –     | Rieletto       |
| Wotje (1)                                                                  | Ota Kisino                   | 321   | Rieletto       |
| Wotje (1)                                                                  | Harris Kaiko                 | 145   |                |
| Wotje (1)                                                                  | Que Keju                     | 80    |                |
| Wotje (1)                                                                  | Alson Morris                 | 4     |                |
| Fonte: Ministero della cultura e degli affari interni delle Isole Marshall |                              |       |                |

## Conseguenze

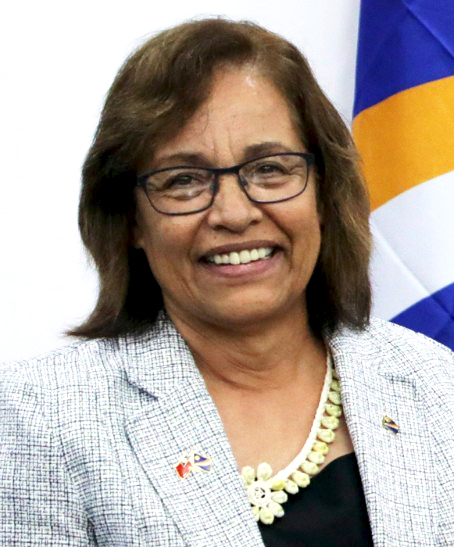
La ex presidentessa Hilda Heine

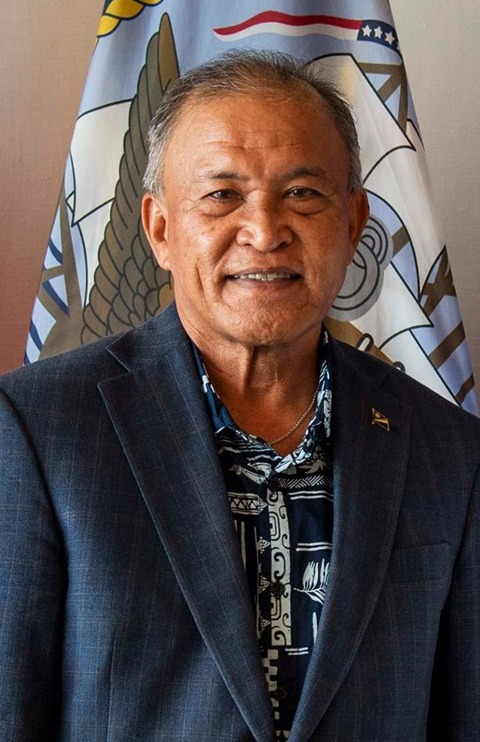
Il presidente uscente David Kabua

Sebbene le elezioni nelle Isole Marshall siano ufficialmente apartitiche, la maggior parte dei membri della Nitijeļā fanno parte di raggruppamenti non ufficiali. In particolare, il gruppo che sosteneva il governo del presidente uscente David Kabua è uscito indebolito dalle elezioni del 2023, perdendo peraltro diversi membri del gabinetto, mentre il gruppo che sosteneva l'ex presidentessa Hilda Heine ne è uscito rafforzato. La neoeletta Nitijeļā si è poi riunita il 2 gennaio 2024 per le elezioni presidenziali, eleggendo presidente Hilda Heine, vicepresidente Issac Zackhras e speaker Brenson Wase.

### Elezioni presidenziali
Le elezioni presidenziali, condotte con scrutinio segreto, sono state dunque vinte dal candidato dell'opposizione, nonché ex-presidentessa, Hilda Heine, che ha trionfato sul presidente uscente David Kabua, ottenendo 17 voti, ossia il 51,52% del totale, contro i 16 del suo avversario.
| Candidato                | Candidato                | Posizione                | Voti | %     |
| ------------------------ | ------------------------ | ------------------------ | ---- | ----- |
|                          | Hilda Heine              | Candidato d'opposizione  | 17   | 51,52 |
|                          | David Kabua              | Presidente uscente       | 16   | 48,48 |
|                          |                          |                          |      |       |
| Totale                   | Totale                   | Totale                   | 33   | 100   |
| Astenuti                 | Astenuti                 | Astenuti                 | 0    | 0     |
| Votanti / partecipazione | Votanti / partecipazione | Votanti / partecipazione | 33   | 100   |

Secondo diversi analisti, sebbene queste elezioni abbiano visto un importante ribaltamento nella politica interna dell'arcipelago, la politica estera della Marshall ne è invece uscita confermata, dato che la Heine ha recentemente affermato di voler mantenere i legami diplomatici con Taiwan, descrivendo invece con toni negativi la crescente influenza della Repubblica Popolare Cinese nella regione Pacifica. Non a caso, subito dopo le elezioni, il ministro degli esteri taiwanese Tien Chung-kwang  è stato tra i primi a fare le congratulazioni alla neoeletta Heine, sottolineando la profonda amicizia che lega i due Paesi.